# Закон Пино
Зако́н Пино́ — праиндоевропейский фонетический закон, сформулированный французским индоевропеистом Жоржем Жаном-Мари Пино (фр. Georges Jean-Marie Pinault).
Согласно этому закону, праиндоевропейские ларингалы выпадали в положении перед *y. 
Например:
- пра-и.е. *krewh₂̥s 'сырое мясо' > ведич. санскр. kravíḥ, др.-греч. κρέας (с регулярным рефлексом слогового ларингала: ведич. -i-, греч. -α-), но
- пра-и.е. *krewyo- > ведич. санскр. kravyáḥ, лит. kraũjas (-y- вместо -iy- в ведическом и циркумфлекс в литовском свидетельствуют об отсутствии в праформе ларингала)